# Johann Friedrich von Waldstein

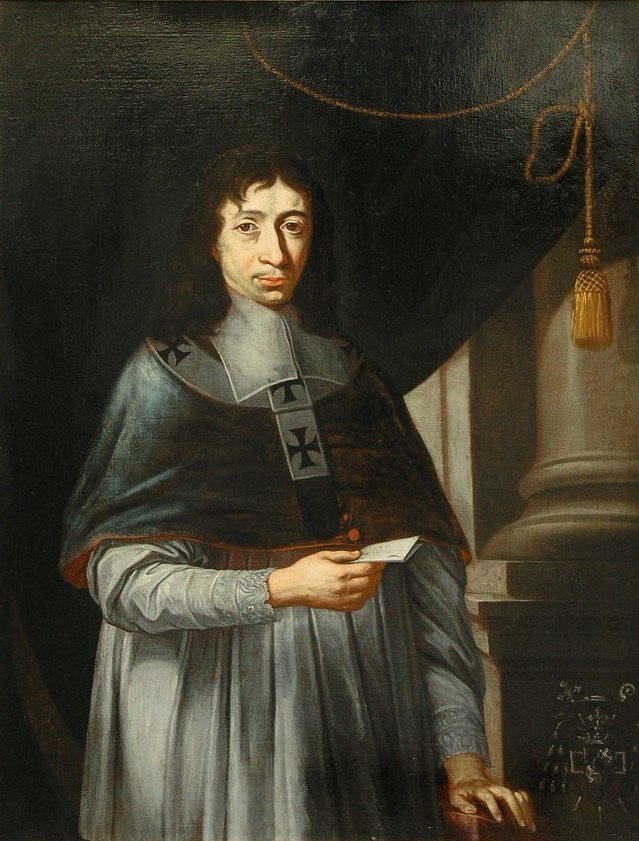
Johann Friedrich von Waldstein

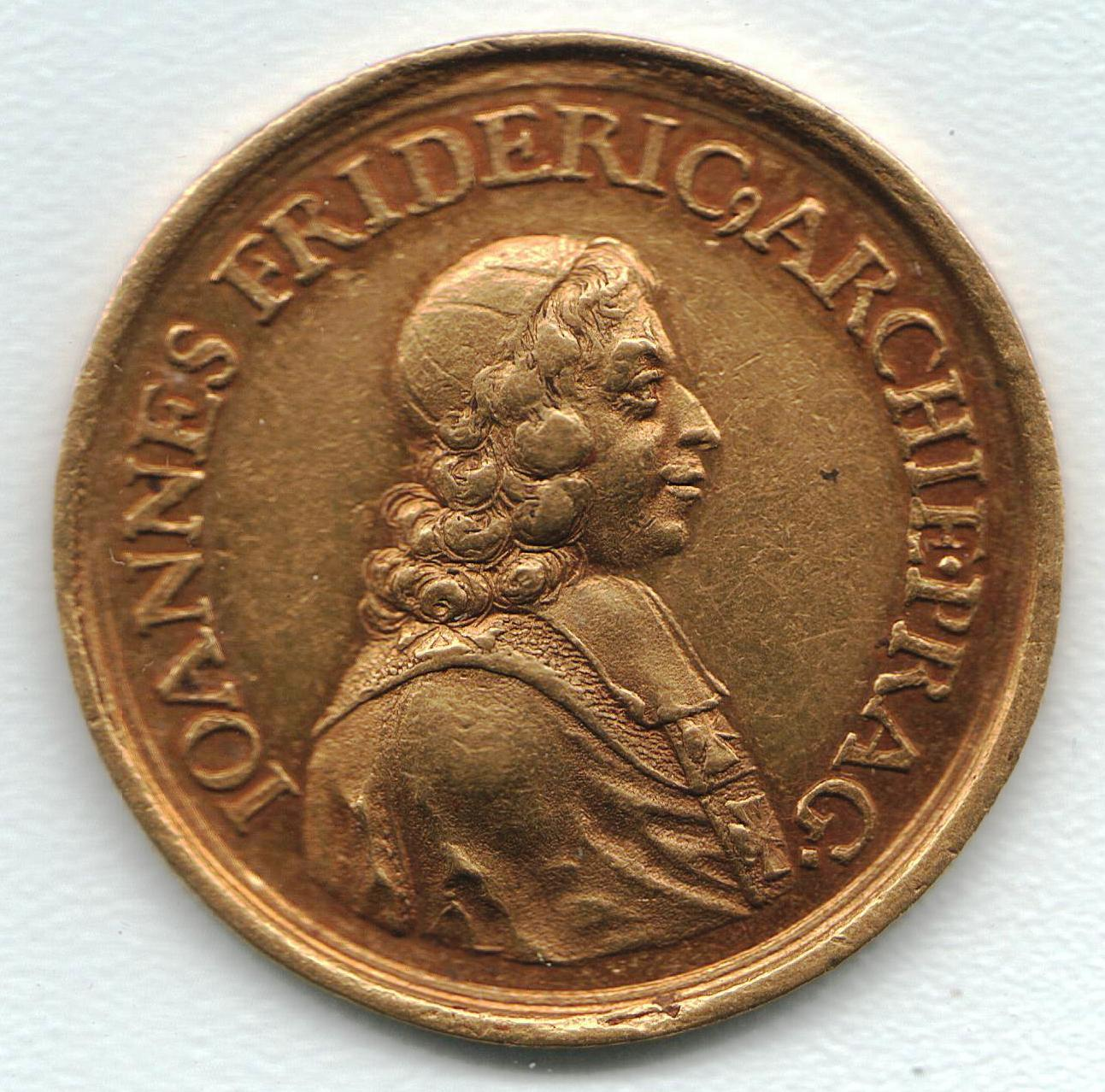
Münzbild des Grafen Johann Friedrich von Waldstein

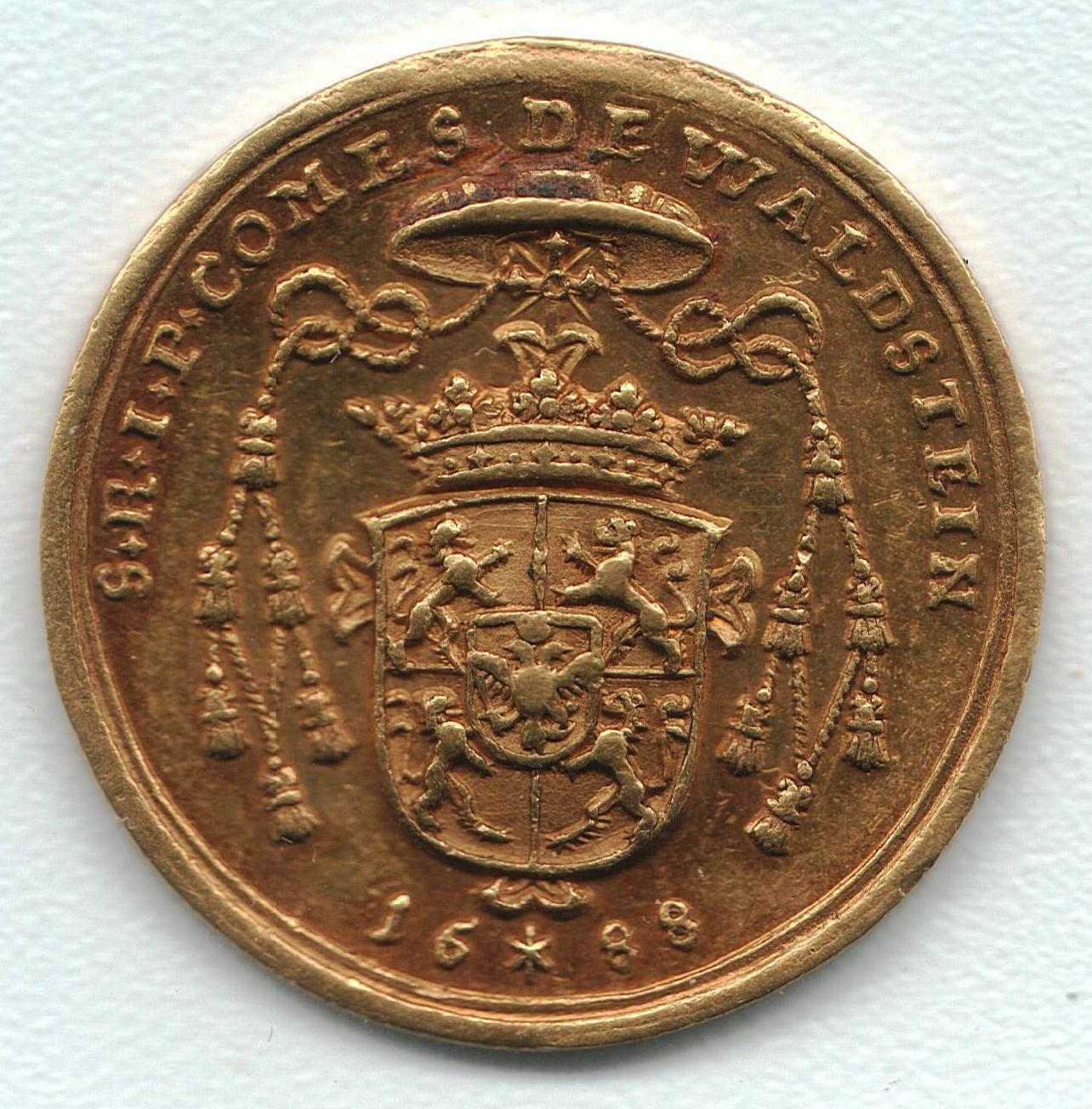
Rückseite mit dem erzbischöflichen Wappen

Johann Friedrich von Waldstein (auch: Johann Friedrich Reichsgraf von Waldstein; tschechisch Jan Bedřich z Valdštejna; * 18. August 1642 in Wien; † 3. Juni 1694 in Dux) war Bischof von Königgrätz und Erzbischof von Prag.

## Biografie
Seine Eltern waren der Oberstkämmerer Maximilian von Waldstein und Polyxena, geb. Thalenberg. Johann Friedrich studierte bei den Prager Jesuiten Philosophie und anschließend Katholische Theologie in Rom, wo er u. a. Jean Baptiste Mathey kennenlernte. Noch vor der 1665 erfolgten Priesterweihe ernannte ihn Papst Alexander VII. zum Ehrenprälaten und Kaiser Leopold I. verlieh ihm ein Kanonikat in Olmütz. Weitere Kanonikate erhielt er am Breslauer Dom und am Breslauer Hl. Kreuzstift. Die Prager Kreuzherren mit dem Roten Stern wählten ihn 1668 zu ihrem Hochmeister.

### Bischof von Königgrätz
1668 wurde Johann Friedrich von Waldstein von Kaiser Leopold zum Nachfolger des Königgrätzer Bischofs Matthäus Ferdinand Sobek von Bilenberg bestimmt, der Erzbischof von Prag geworden war. Wegen der andauernden Rechtsstreitigkeiten der erst 1664 errichteten Diözese mit der Stadt Königgrätz und wohl auch mangels einer Bischofsresidenz vermied Johann Friedrich einen Aufenthalt in seinem Sprengel. Er ließ die Diözese durch Beauftragte verwalten und bemühte sich nicht um die Päpstliche Approbation. Die Kurie hielt ihn deshalb für nachlässig und beabsichtigte, ihn abzusetzen.
1671 erhielt Johann Friedrich das Breslauer Domdekanat, nachdem er sich vorher mit Hilfe seines Bruders Franz, der Hofmarschall Kaiser Leopolds war, um die Nachfolge des verstorbenen Erzbischofs Sebastian von Rostock beworben hatte. Erst nachdem sich diese Hoffnung nicht erfüllte, bemühte er sich um die päpstliche Bestätigung für Königgrätz, die am 27. November 1673 erfolgte. Die Bischofsweihe nahm sein Königgrätzer Vorgänger Sobek von Bilenberg am 4. März 1675 im Veitsdom vor. Nachfolgend konnte Johann Friedrich die Streitigkeiten mit der Stadt Königgrätz um die Patronatsrechte der ehemaligen Stadtpfarrkirche, die zur Kathedrale umgewandelt worden war, beilegen.

### Erzbischof von Prag

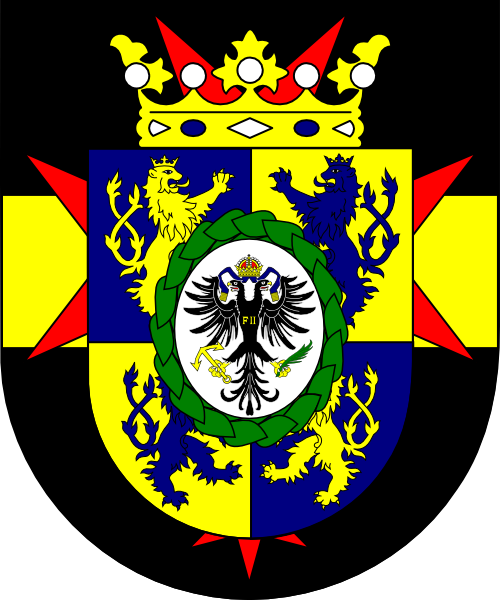
Wappen Johann Friedrich Reichsgraf von Waldstein, Erzbischof von Prag

Auf Drängen seiner einflussreichen Verwandten wählte das Prager Domkapitel nach dem Tode des Erzbischofs Sobek von Bilenberk am 6. Mai 1675 Johann Friedrich von Waldstein zu dessen Nachfolger. Kaiser Leopold übertrug ihm am 15. Juni die Bistumsadministration, die päpstliche Zustimmung erfolgte am 2. Dezember und die Inthronisation am 14. März 1676.
Als Erzbischof von Prag bemühte sich Johann Friedrich von Waldstein um die Rekatholisierung der Gläubigen und um die Vereinheitlichung der religiösen Rituale, für die er das „Proprium Bohemiae“ und das „Rituale Romano-Pragense“ drucken ließ und bisherige Instruktionen und Statuten erneuerte. Um den durch den Dreißigjährigen Krieg verursachten Priestermangel zu beheben, berief er Priester aus anderen Diözesen und bat die Äbte mehrerer Orden um Gründung neuer Kloster-Niederlassungen auf seinem Diözesangebiet. Dem aufkommenden Staatskirchentum, mit dem die Rechte von Kirche und Klerus eingeschränkt und die staatliche Zuständigkeit ausgeweitet werden sollten, stellte er sich entgegen. Er vertrat die landespatriotischen und ständischen Interessen und unterstützte die Verehrung der böhmischen Landespatrone.
Als Bauherr förderte er in seiner Diözese u. a. den Wiederaufbau und die Barockisierung der Kirchen und ließ die erzbischöfliche Residenz am Hradschin nach Plänen von Jean Baptiste Mathey errichten. 1676 gründete er für alte und dienstunfähige Priester einen Unterstützungsfonds, der aus Beiträgen des Klerus unterhalten wurde und für den Weihbischof J. I. Dlouhoveský von Langendorf ein Haus in Prag zur Verfügung stellte.

### Grundherr
Auf seinen Familienherrschaften Dux und Oberleutensdorf, die er 1680 zum Familienfideikommiss erhob, errichtete er auf eigene Kosten Kirchen und setzte sich für die Rekatholisierung die Kapuziner ein. Er hatte Verständnis für seine Untertanen und schuf für sie wirtschaftliche Erleichterungen.

### Verehrung
Nach einem asketischen Leben starb Johann Friedrich von Waldstein in seinem Duxer Schloss an den Blattern. Da er seine Einkünfte zum Wohle der Kirche und seiner Untertanen verwendet haben soll, wurde er heiligmäßig verehrt. Sein Leichnam wurde in der Waldsteinkapelle des Veitsdomes beigesetzt.